# ماريا برانياس
ماريا برانياس موريرا (4 مارس 1907 - 19 أغسطس 2024)، معمرة إسبانية، حتى وفاتها عن عمر يناهز 117 عامًا و168 يومًا.
فارقت ماريا برانياس موريرا، الإسبانية التي عاصرت قرنا من الحروب والأوبئة، الحياة عن 117 عاما في كاتالونيا. وكانت هذه السيدة تعتبر أكبر معمرة في العالم، وفق موسوعة غينيس للأرقام القياسية منذ كانون الثاني/يناير 2023.

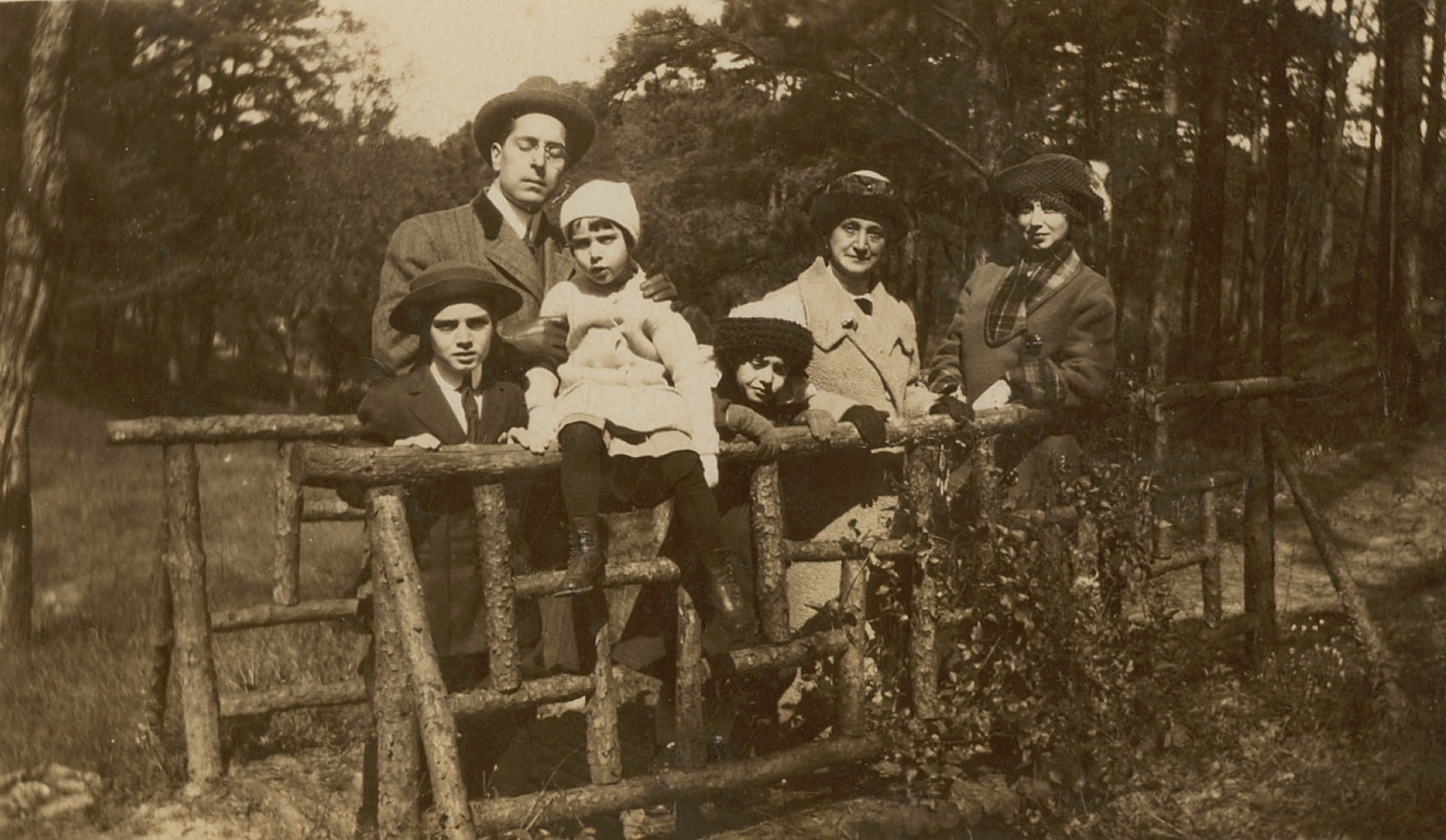
ماريا برانياس موريرا (4 سنوات) تجلس على سياج خشبي مع عائلتها في عام 1911، نيو أورلينز